# Confit d'oignon

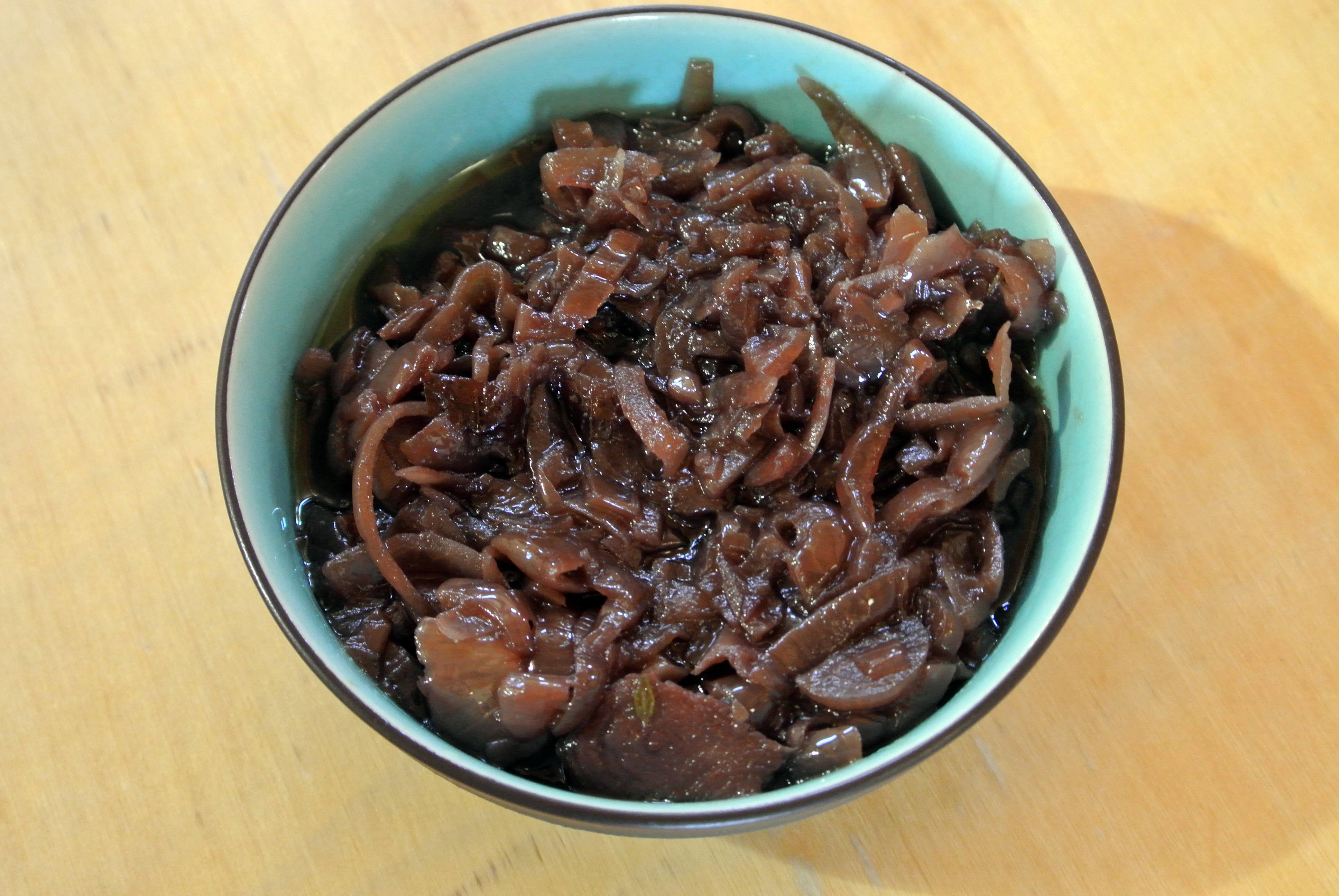
Confit d'oignon au vin rouge.

Le confit d'oignon, incluant aussi la confiture d'oignons, est une garniture principalement constituée de fines tranches d'oignon ayant subi une caramélisation. Souvent servi froid, il accompagne généralement le foie gras et d'autres mets de l'entrée, principalement lors des fêtes de fin d'année.